# Manifestación del orgullo gay de Barcelona de 1977
La manifestación del orgullo gay de Barcelona de 1977 tuvo lugar el 28 de junio y fue el primer gran acto de visibilidad LGBT en España. La convocatoria, organizada por el recién nacido Front d'Alliberament Gai de Catalunya, reunió a casi 5000 personas, las cuales, encabezadas por un grupo de travestis, desfilaron pacíficamente por La Rambla. La manifestación fue duramente reprimida por la policía en el sector de Canaletas, la que realizó varias cargas y disparó balas de goma. Al menos tres manifestantes resultaron heridos de gravedad, y un cuarto, el médico Oriol Martí Casas, fue golpeado, detenido y encarcelado durante 56 días en la Cárcel Modelo de Barcelona por, supuestamente, agredir e insultar a agentes de la autoridad.
El lema de la convocatoria fue: "Nosaltres no tenim por, nosaltres som" ("Nosotros no tenemos miedo, nosotros somos"). Otros eslóganes que se pudieron sentir o leer durante la jornada fueron: "Mi cuerpo es mío y hago con él lo que me da la gana", "¡Amnistía sexual!" o "¡No somos peligrosos!".

## Contexto histórico
En 1970 Francesc Francino y Armand de Fluvià crearon de forma clandestina en Barcelona el Movimiento Español de Liberación Homosexual, la primera asociación moderna de defensa de los derechos homosexuales en España. Sus actividades se desarrollaron hasta 1974 cuando se disolvió debido al acoso policial. En 1975, después de la muerte del dictador Francisco Franco, se creó el Front d'Alliberament Gai de Catalunya, el cual no fue legalizado hasta el año 1980. La manifestación de Barcelona, convocada por el entonces ilegal FAGC, captó la atención de la prensa escrita y marcó un punto de inflexión en la defensa de los derechos de las personas lesbianas, gays, transexuales y bisexuales.
Al morir Franco en 1975, España vivió un intenso período en que se fue afianzando el reconocimiento de derechos a las minorías sexuales. Durante la dictadura franquista la homosexualidad estaba perseguida legalmente por la ley conocida como Ley de vagos y maleantes (efectiva hasta 1970) y por la Ley sobre peligrosidad y rehabilitación social (no derogada totalmente hasta el 1995). El hecho de ser homosexual o de mantener relaciones homosexuales era castigado con multas o incluso con el ingreso en una cárcel o un centro psiquiátrico.

## Documentación gráfica
José Romero Ahumada rodó un documental de la manifestación y con testimonios de asistentes y espectadores con el título ¡Abajo la ley de peligrosidad social!.
La fotógrafa catalana Colita realizó varias instantáneas durante la manifestación, algunas de las cuales forman parte de la colección del Museo Nacional Centro de Arte Reina Sofía de Madrid.
Después de más de 40 años guardadas, el fotógrafo Enrique Serrano de Santa Coloma de Gramenet rescató unas fotografías inéditas que realizó cuando por casualidad se encontró con la manifestación cuando tenía 17 años.